# John Foreman
John Christian Foreman (Idaho Falls, Idaho; 26 de julio de 1925 – Beverly Hills, California; 20 de  noviembre de 1992) fue un productor de cine estadounidense.

## Biografía
En la década de los 60, él, junto al actor Paul Newman, fundaron Newman-Foreman productions. Produjeron la película Quinientas millas (Winning) (1969) y  Dos hombres y un destino (Butch Cassidy and the Sundance Kid) (1969). Posteriormente, produjo cuatro films en colaboración con el director John Huston, El juez de la horca (The Life and Times of Judge Roy Bean) (1972), El hombre de Mackintosh (The Mackintosh Man) (1973), El hombre que pudo reinar (The Man Who Would Be King) (1975) y El honor de los Prizzi (Prizzi's Honor) (1985). Otras producciones suyas se incluyen El efecto de los rayos gamma sobre las margaritas (The Effect of Gamma Rays on Man-in-the-Moon Marigolds) (1972) y El detective y la doctora (They Might Be Giants) (1971)
Forman se casó con la actriz y cantante Linda Lawson. Sus hijas Amanda Foreman y Julie Foreman también fueron actrices.

## Filmografía
| Año  | Título en castellano                              | Título original                                       | Director           |
| ---- | ------------------------------------------------- | ----------------------------------------------------- | ------------------ |
| 1969 | Quinientas millas                                 | Winning                                               | James Goldstone    |
| 1969 | Dos hombres y un destino                          | Butch Cassidy and the Sundance Kid                    | George Roy Hill    |
| 1970 | Un hombre de hoy                                  | WUSA                                                  | Stuart Rosenberg   |
| 1970 | Confesiones de una modelo                         | Puzzle of a Downfall Child                            | Jerry Schatzberg   |
| 1971 | El detective y la doctora                         | They Might Be Giants                                  | Anthony Harvey     |
| 1971 | Casta invencible                                  | Sometimes a Great Notion                              | Paul Newman        |
| 1972 | Los indeseables                                   | Pocket Money                                          | Stuart Rosenberg   |
| 1972 | El juez de la horca                               | The Life and Times of Judge Roy Bean                  | John Huston        |
| 1972 | El efecto de los rayos gamma sobre las margaritas | The Effect of Gamma Rays on Man-in-the-Moon Marigolds | Paul Newman        |
| 1973 | El hombre de Mackintosh                           | The Mackintosh Man                                    | John Huston        |
| 1975 | El hombre que pudo reinar                         | The Man Who Would Be King                             | John Huston        |
| 1977 | Un instante, una vida                             | Bobby Deerfield                                       | Sydney Pollack     |
| 1978 | El primer gran asalto al tren                     | The First Great Train Robbery                         | Michael Crichton   |
| 1984 | Guerreros del espacio                             | The Ice Pirates                                       | Stewart Raffill    |
| 1985 | El honor de los Prizzi                            | Prizzi's Honor                                        | John Huston        |
| 1989 | Millennium                                        |                                                       | Michael Anderson   |
| 1991 | Atrapa ese maniquí                                | Mannequin Two: On the Move                            | Stewart Raffill    |
| 1996 | Up Close & Personal                               | Executive producer                                    | Posthumous release |

## Premios y distinciones
Premios Óscar
| Año  | Categoría      | Película                 | Resultado |
| ---- | -------------- | ------------------------ | --------- |
| 1969 | Mejor Película | Dos hombres y un destino | Nominado  |
| 1986 | Mejor película | El honor de los Prizzi   | Nominado  |